# Puchar Niemiec w piłce ręcznej mężczyzn (2009/2010)
Puchar Niemiec piłkarzy ręcznych 2009/2010 - 35. sezon rozgrywek o Puchar Niemiec (DHB-Pokal) w piłce ręcznej mężczyzn. Final four odbył się w dniach 10-11 kwietnia 2010 roku w Hamburgu, w Color Line Arena, z udziałem 4 najlepszych niemieckich drużyn. Zdobywca pucharu okazała się drużyna HSV Hamburg.
W 1. i 2. rundzie rywalizowały ze sobą drużyny z Regionalligi i 2. Bundesligi, podzielonej na Północ i Południe. Zwycięzcy awansowali do 3. rundy, od której rozgrywki zaczynał drużyny z Bundesligi.

## 1/8 finału
| Drużyna 1                | Wynik | Drużyna 2                 |
| ------------------------ | ----- | ------------------------- |
| Bergischer HC            | 26:23 | TSG Friesenheim           |
| HBW Balingen-Weilstetten | 23:38 | HSV Hamburg               |
| Frisch Auf Göppingen     | 38:23 | 1. SV Concordia Delitzsch |
| HC Erlangen              | 20:26 | TuS Nettelstedt-Lübbecke  |
| Rhein-Neckar Löwen       | 36:31 | MT Melsungen              |
| VfL Bad Schwartau        | 35:32 | TUSEM Essen               |
| VfL Gummersbach          | 42:22 | SV Anhalt Bernburg        |
| SG Flensburg-Handewitt   | 26:31 | THW Kiel                  |

## 1/4 finału
| Drużyna 1            | Wynik | Drużyna 2                |
| -------------------- | ----- | ------------------------ |
| Bergischer HC        | 22:26 | TuS Nettelstedt-Lübbecke |
| VfL Bad Schwartau    | 29:36 | HSV Hamburg              |
| VfL Gummersbach      | 35:28 | THW Kiel                 |
| Frisch Auf Göppingen | 29:33 | Rhein-Neckar Löwen       |

## Final Four
|  |                          |                          |                    |                    |    |             |             |       |
|  | Półfinały                | Półfinały                | Półfinały          |                    |    | Finał       | Finał       | Finał |
|  | Półfinały                | Półfinały                | Półfinały          |                    |    | Finał       | Finał       | Finał |
|  |                          |                          |                    |                    |    |             |             |       |
|  |                          |                          |                    |                    |    |             |             |       |
|  | Rhein-Neckar Löwen       | Rhein-Neckar Löwen       | 31                 |                    |    |             |             |       |
|  | Rhein-Neckar Löwen       | Rhein-Neckar Löwen       | 31                 |                    |    |             |             |       |
|  | VfL Gummersbach          | VfL Gummersbach          | 21                 |                    |    |             |             |       |
|  | VfL Gummersbach          | VfL Gummersbach          | 21                 |                    |    | HSV Hamburg | HSV Hamburg | 34    |
|  |                          |                          |                    |                    |    | HSV Hamburg | HSV Hamburg | 34    |
|  |                          |                          | Rhein-Neckar Löwen | Rhein-Neckar Löwen | 33 |             |             |       |
|  | HSV Hamburg              | HSV Hamburg              | Rhein-Neckar Löwen | Rhein-Neckar Löwen | 33 | 37          |             |       |
|  | HSV Hamburg              | HSV Hamburg              |                    |                    |    |             |             |       |
|  | TuS Nettelstedt-Lübbecke | TuS Nettelstedt-Lübbecke | 32                 |                    |    |             |             |       |
|  | TuS Nettelstedt-Lübbecke | TuS Nettelstedt-Lübbecke | 32                 |                    |    |             |             |       |
|  |                          |                          |                    |                    |    |             |             |       |